# 宝蓮寺 (葛飾区)
宝蓮寺（ほうれんじ）は、東京都葛飾区にある真言宗豊山派の寺院。新四国四箇領八十八箇所霊場第27番札所。

## 歴史
正福寺の『正福寺惣門末起立録』によれば、1532年（天文元年）、栄源によって開山された。一方、『新編武蔵風土記稿』によると、その年に栄源が中興したという。つまり、それ以前から既に寺は存在していたとする。
現在の当寺の本尊は、薬師如来を中心とする薬師三尊であるが、かつては不動明王が本尊であった。現在の本尊の薬師如来は、江戸時代当時は薬師堂にあったもので、大日如来は廃寺になった旧鏡智院の本尊といわれている。ある時期に現在のような配置にされたと推測される。

## 廃寺・鏡智院
鏡智院（きょうちいん）は、武蔵国葛飾郡（現・東京都葛飾区）にあった新義真言宗の寺院。当寺の末寺であり、新宿日枝神社の別当寺であった。

## 交通アクセス
- 亀有駅より徒歩13分（経路案内）。